# Tozai-lijn (metro)
De Tōzai-lijn (東西線, Tōzai-lijn-sen) is een van de twee metrolijnen van de Metro van Kioto in de Japanse stad Kyoto. De lijn loopt van oost naar west (hoewel ongeveer de helft van de lijn van zuid naar noord loopt) en heeft als kenmerken de letter  (waarmee de stations worden aangeduid) en de kleur vermiljoen. Naast de lijnkleur hebben ook de stations een eigen kleur, vernoemd naar bloemen, planten en vruchten. De Tōzai-lijn is 17,5 km lang en kruist de Karasuma-lijn bij het station Karasuma-Oike. De lijn wordt dagelijks door ongeveer 120.000 reizigers gebruikt.

## Geschiedenis
Na de Tweede Wereldoorlog besloot het vervoersbedrijf van Kioto een nieuw tramnetwerk te bouwen, maar na verloop van tijd werd dit veranderd in een metrolijn die het oostelijke gedeelte van de stad met het centrum moest verbinden. Hoewel men al in 1968 de bouw had goedgekeurd, begon deze pas in 1975. In 1986 besloot men een gedeelte van de Keihan Keishin-lijn op te nemen in de metrolijn: het lag precies op de route en men wilde concurrentie voorkomen.
Uiteindelijk werd na serie tegenvallers (constructieprobleemen, archeologische vondsten en het ondergrondsbrengen van de Keishin-lijn) in 1997 het gedeelte tussen Daigo en Nijō geopend. Met de opening van het gedeelte tot aan Uzumasa Tenjingawa in 2008 bereikte de lijn de uiteindelijke vorm en besloot men de Keishin-lijn ook tot dit station door te laten rijden (de oorspronkelijke eindhalte van de Keishin-lijn was Sanjō Keihan), waardoor beide lijnen voor een groot gedeelte hetzelfde traject bestrijken.

## Toekomst
Er zijn plannen om de Tōzai-lijn vanaf Uzumasa Tenjingawa richting het westen te verlengen, maar deze zijn allerminst zeker daar de kosten-batenverhouding zeer nadelig is.

## Stations
Alle perrons zijn beveiligd met toegangspoortjes, welke pas openen als de metro stilstaat.
| Nummer | Station              | Japans       | Stationskleur                      | Verbindingen                                                         | Wijk           | Stad  |
| ------ | -------------------- | ------------ | ---------------------------------- | -------------------------------------------------------------------- | -------------- | ----- |
| T01    | Rokujizō             | 六地蔵       | Wasurenagusa-iro (Vergeetmenietje) | JR West: Nara-lijn Keihan: Uji-lijn                                  | Uji            | Uji   |
| T02    | Ishida               | 石田         | Aijiro (Witte indigofera)          |                                                                      | Fushimi-ku     | Kyoto |
| T03    | Daigo                | 醍醐         | Sakura-iro (Kersenbloesem)         |                                                                      | Fushimi-ku     | Kyoto |
| T04    | Ono                  | 小野         | Kōbai-iro (ume)                    |                                                                      | Yamashina-ku   | Kyoto |
| T05    | Nagitsuji            | 椥辻         | Kosumosu-iro (Cosmos)              |                                                                      | Yamashina-ku   | Kyoto |
| T06    | Higashino            | 東野         | Fuji-iro (Blauweregen)             |                                                                      | Yamashina-ku   | Kyoto |
| T07    | Yamashina            | 山科         | Fuji Murasaki (Blauweregen)        | JR West: Tokaido-lijn (Biwako-lijn), Kosei-lijn Keihan: Keishin-lijn | Yamashina-ku   | Kyoto |
| T08    | Misasagi             | 御陵         | Kikyō-iro (Ballonplant)            | Keihan: Keishin-lijn                                                 | Yamashina-ku   | Kyoto |
| T09    | Keage                | 蹴上         | Sumire-iro (Viooltje)              |                                                                      | Higashiyama-ku | Kyoto |
| T10    | Higashiyama          | 東山         | Ayame-iro (Zwaardlelie)            |                                                                      | Higashiyama-ku | Kyoto |
| T11    | Sanjō Keihan         | 三条京阪     | Botan-iro (Pioenroos)              | Keihan: Keihan-lijn (station Sanjō)                                  | Higashiyama-ku | Kyoto |
| T12    | Kioto Shiyakusho-mae | 京都市役所前 | Karakurenai (Karmijn)              |                                                                      | Nagakyō-ku     | Kyoto |
| T13    | Karasuma Oike        | 烏丸御池     | Shu-iro (Vermiljoen)               | Metro van Kioto: Karasuma-lijn (K08)                                 | Nagakyō-ku     | Kyoto |
| T14    | Nijōjō-mae           | 二条城前     | Kaki-iro (Persimoen)               |                                                                      | Nagakyō-ku     | Kyoto |
| T15    | Nijō                 | 二条         | Yamabuki-iro (Ranonkelstruik)      | JR West: San'in-lijn (Sagano-lijn)                                   | Nagakyō-ku     | Kyoto |
| T16    | Nishiōji Oike        | 西大路御池   | Himawari-iro (Zonnebloem)          |                                                                      | Nagakyō-ku     | Kyoto |
| T17    | Uzumasa Tenjingawa   | 太秦天神川   | Remon-iro (Citroen)                |                                                                      | Ukyo-ku        | Kyoto |